# Médecin de campagne
Médecin de campagne is een Franse film uit 2016 geregisseerd door Thomas Lilti. De hoofdrollen worden vertolkt door François Cluzet en Marianne Denicourt.

## Verhaal
De film vertelt het dagelijkse leven van Jean-Pierre Werner, een plattelandsdokter die alleen maar leeft voor zijn werk. Op een dag wordt hij gedwongen om zijn activiteit te verminderen voor de behandeling van longkanker en een hersentumor. Zonder hem te waarschuwen stuurt zijn oncoloog de stadse dokter Nathalie Delezia naar hem toe om hem te helpen bij zijn activiteiten als dokter. Omdat hij gewend is alles zelf te doen, waardeert Jean-Pierre haar komst eerst niet...

## Rolverdeling
| Acteur             | Personage           |
| ------------------ | ------------------- |
| François Cluzet    | Jean-Pierre Werner  |
| Marianne Denicourt | Nathalie Delezia    |
| Isabelle Sadoyan   | mama van Werner     |
| Félix Moati        | Vincent Werner      |
| Christophe Odent   | dokter Michel Norès |
| Patrick Descamps   | Francis Maroini     |
| Guy Faucher        | Mr. Sorlin          |
| Margaux Fabre      | Ninon               |
| Julien Lucas       | verloofde van Ninon |
| Anthony Bajon      | patiënt             |
| Yohann Goetzmann   | Alexis              |
| Josée Laprun       | mama van Alexis     |
| Géraldine Schitter | Fanny               |
| Sylvie Lachat      | patiënte            |
| Philippe Bertin    | Guy                 |

## Trivia
- Regisseur Thomas Lilti is net als hoofdpersonage Jean-Pierre Werner huisarts. Ook in zijn vorige film, Hippocrate, koos Lilti voor de medische wereld als decor.[1]